# Dymnica (roślina)

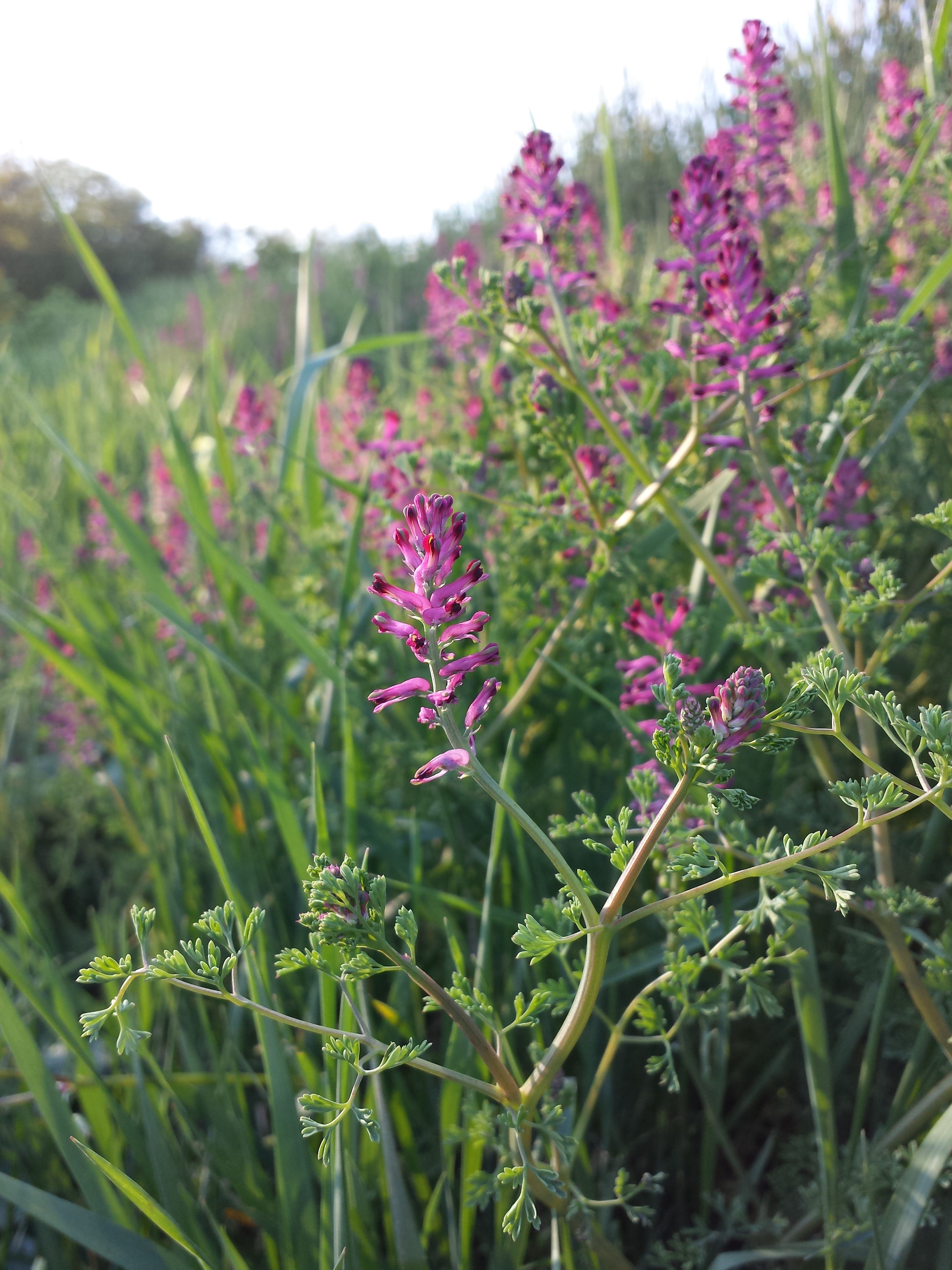
Dymnica pospolita

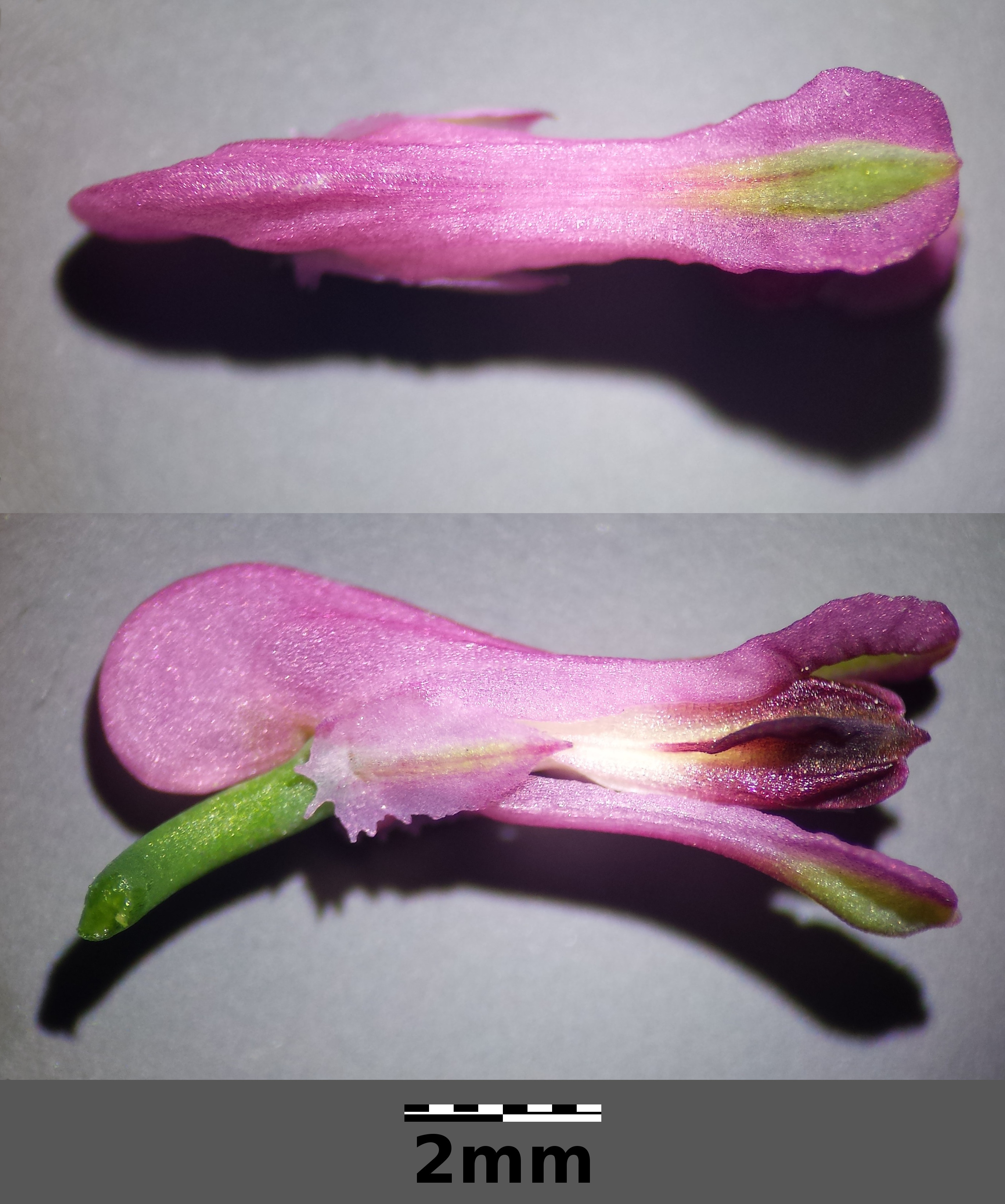
Kwiat dymnicy pospolitej

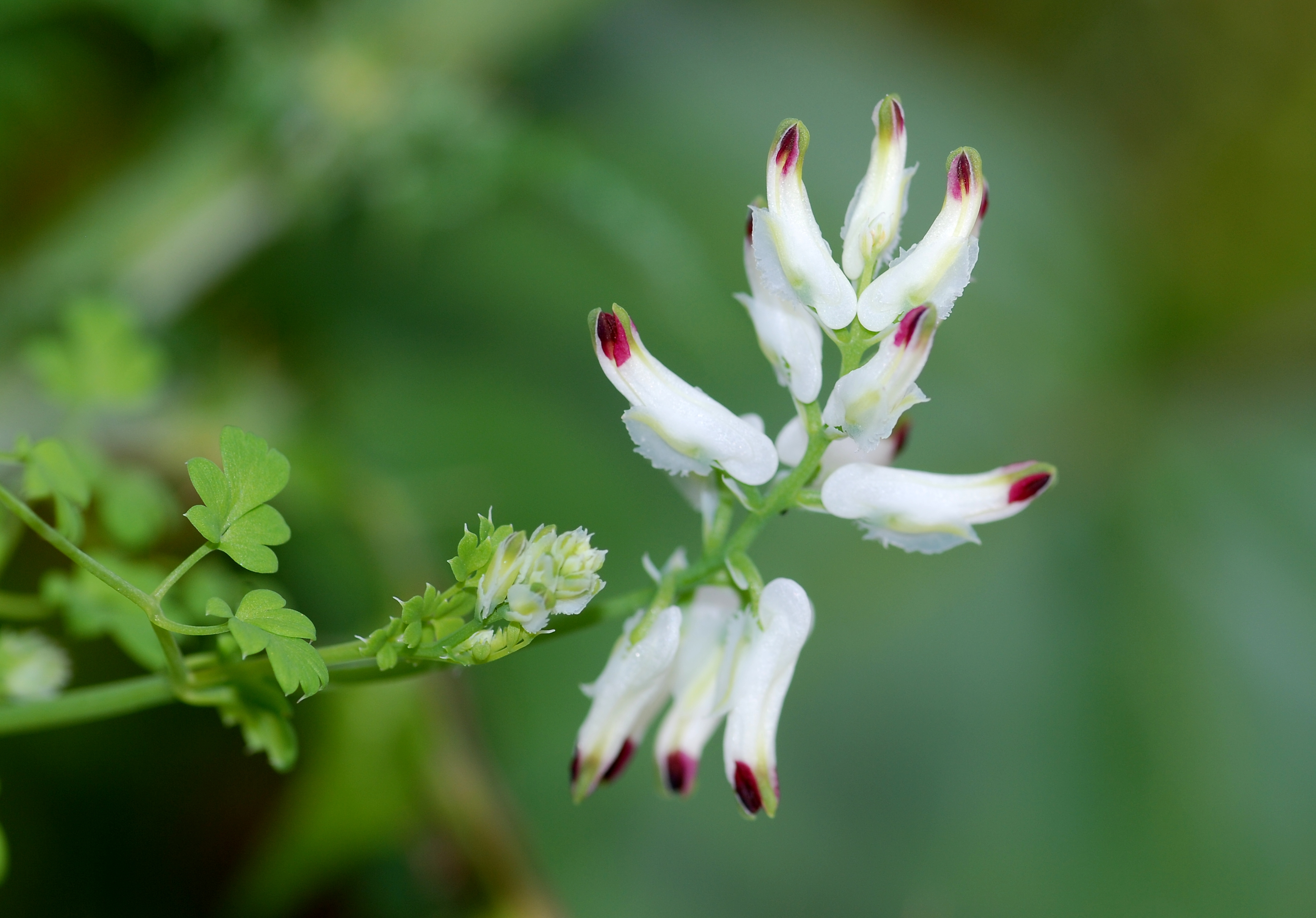
Dymnica wielkokwiatowa

Dymnica (Fumaria L.) – rodzaj roślin z rodziny makowatych (z podrodziny dymnicowych, w niektórych ujęciach systematycznych podnoszonych do rangi rodziny dymnicowatych). Obejmuje około 50 gatunków, zamieszkujących Europę, zachodnią Azję oraz północną i wschodnią Afrykę. Są to jednoroczne rośliny samopylne i poliploidalne. Dymnica pospolita Fumaria officinalis wykorzystywana była do uzyskania żółtego barwnika.
Naukowa nazwa rodzajowa utworzona została z łacińskiego słowa fumus oznaczającego „dym” w nawiązaniu do zapachu korzeni.

## Rozmieszczenie geograficzne
Zasięg rodzaju obejmuje całą Europę, południowo-zachodnią Azję (na wschodzie po Kazachstan, zachodnie Chiny, Nepal), północną i wschodnią Afrykę. Najbardziej zróżnicowany jest w zachodniej części obszaru śródziemnomorskiego. W górach Afryki Wschodniej rośnie tylko jeden gatunek. W Europie występuje 39 gatunków. Kilka gatunków jest szeroko rozprzestrzenionych poza pierwotny zasięg i występuje we wschodniej Azji, w Australii i Nowej Zelandii, w południowej Afryce, na rozległych obszarach Ameryki Północnej i Południowej.
W Polsce rośliny z tego rodzaju występują tylko jako introdukowane (antropofity), przy czym cztery gatunki są zadomowione, a cztery zawlekane są przejściowo (mają status efemerofitów).
Gatunki flory Polski
- dymnica drobnokwiatowa Fumaria vaillantii Loisel. – antropofit zadomowiony
- dymnica gęstokwiatowa Fumaria densiflora DC. – efemerofit
- dymnica murowa Fumaria muralis Sond. ex W.D.J. Koch – efemerofit
- dymnica pospolita Fumaria officinalis L. – antropofit zadomowiony
- dymnica różowa Fumaria schleicheri Soy.-Will. – antropofit zadomowiony
- dymnica szerokodziałkowa Fumaria rostellata Knaf – antropofit zadomowiony
- dymnica wąskolistna Fumaria parviflora Lam. – efemerofit
- dymnica wielkokwiatowa, d. pnąca Fumaria capreolata L. – efemerofit

## Morfologia
PokrójRośliny zielne z cienkim korzeniem palowym i łodygą nagą, kanciastą, rozgałęzioną na całej długości. Rośliny rosnące w cieniu lub z innych powodów niekorzystnych są wiotkie i bardzo luźno rozgałęzione.
LiścieSkrętoległe, dolne na długich ogonkach, górne siedzące. Blaszka liściowa 2-, 3-, czasem 4-krotnie pierzasta lub trójlistkowa.
KwiatyZebrane w groniaste kwiatostany wyrastające naprzeciw liści, wydłużające się w czasie owocowania. Kwiaty osadzone są na krótkich szypułkach i wsparte łuskowatymi, równowąskimi lub jajowatymi przysadkami. Kwiaty są grzbieciste. Działki kielicha są ząbkowane. Większy płatek korony z zewnętrznego okółka z rozdętą ostrogą. Pozostałe płatki złączone na wierzchołkach. Pręciki dwa, nasadami nitek przylegające do płatków. Zalążnia jajowata, szyjka słypka z rozwidlonym znamieniem.
OwoceNiepękająca torebka, kulistawego kształtu.

## Systematyka
Rodzaj z rodziny makowatych Papaveraceae i podrodziny dymnicowych Fumarioideae, w niektórych ujęciach systematycznych podnoszonych do rangi odrębnej rodziny dymnicowatych. W obrębie rodziny rodzaj klasyfikowany jest do plemienia Fumarieae i podplemienia Fumariinae.
Wykaz gatunków
- Fumaria abyssinica Hammar
- Fumaria agraria Lag.
- Fumaria ajmasiana Pau & Font Quer
- Fumaria × alberti Foucaud & Rouy
- Fumaria asepala Boiss.
- Fumaria atlantica Coss. & Durieu ex Hausskn.
- Fumaria ballii Pugsley
- Fumaria barnolae Sennen & Pau
- Fumaria bastardii Boreau
- Fumaria berberica Pugsley
- Fumaria bicolor Sommier ex Nicotra
- Fumaria bracteosa Pomel
- Fumaria × burnatii Verg.
- Fumaria capitata Lidén
- Fumaria capreolata L. – dymnica wielkokwiatowa, d. pnąca
- Fumaria coccinea Lowe ex Pugsley
- Fumaria × condensata Pau
- Fumaria daghestanica Michajlova
- Fumaria densiflora DC. – dymnica gęstokwiatowa
- Fumaria dubia Pugsley
- Fumaria erostrata (Pugsley) Lidén
- Fumaria faurei (Pugsley) M.Linden
- Fumaria flabellata Gasp.
- Fumaria × gagrica Michajlova
- Fumaria gaillardotii Boiss.
- Fumaria indica (Hausskn.) Pugsley
- Fumaria judaica Boiss.
- Fumaria kralikii Jord.
- Fumaria macrocarpa Parl.
- Fumaria macrosepala Boiss.
- Fumaria mairei Pugsley ex Maire
- Fumaria maurorum Maire
- Fumaria melillaica Pugsley
- Fumaria microstachys Kralik ex Hausskn.
- Fumaria mirabilis Pugsley
- Fumaria montana J.A.Schmidt
- Fumaria munbyi Boiss. & Reut.
- Fumaria muralis Sond. ex W.D.J.Koch – dymnica murowa
- Fumaria normanii Pugsley
- Fumaria occidentalis Pugsley
- Fumaria officinalis L. – dymnica pospolita
- Fumaria ouezzanensis Pugsley
- Fumaria × painteri Pugsley
- Fumaria parviflora Lam. – dymnica wąskolistna
- Fumaria petteri Rchb.
- Fumaria platycarpa Lidén
- Fumaria pugsleyana (Pugsley) Lidén
- Fumaria purpurea Pugsley
- Fumaria ragusina (Pugsley) Pugsley
- Fumaria reuteri Boiss.
- Fumaria rifana Lidén
- Fumaria rostellata Knaf – dymnica szerokodziałkowa
- Fumaria rupestris Boiss. & Reut.
- Fumaria schleicheri Soy.-Will. – dymnica różowa
- Fumaria segetalis (Hammar) Cout.
- Fumaria sepium Boiss. & Reut.
- Fumaria skottsbergii Lidén
- Fumaria vaillantii Loisel. – dymnica drobnokwiatowa